# Kurt Mothes

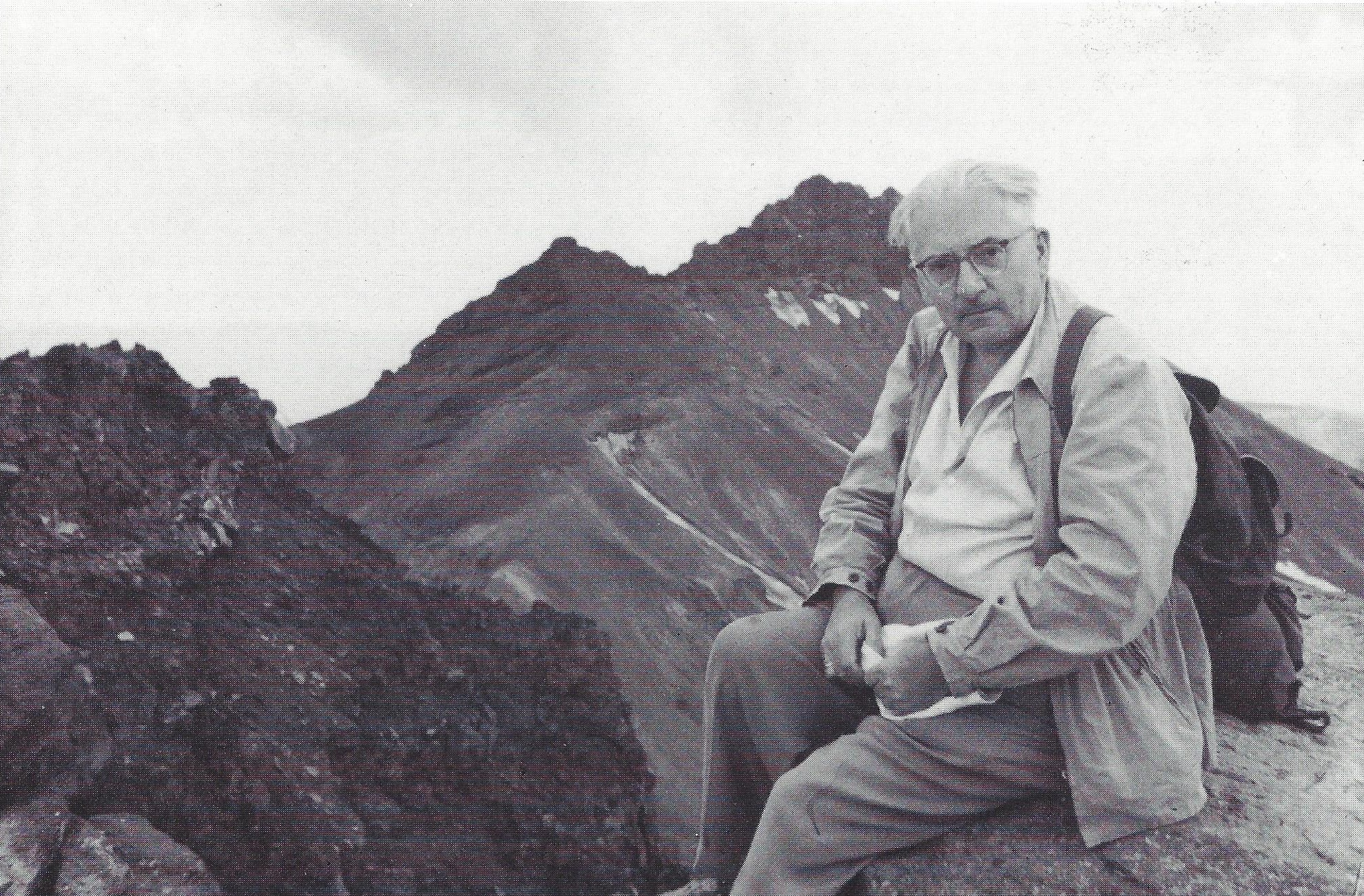
Kurt Mothes auf dem Aragaz (1961)

Albin Kurt Mothes (* 3. November 1900 in Plauen; † 12. Februar 1983 in Ahrenshoop) war ein deutscher Apotheker, Botaniker und Hochschullehrer. Er gilt als Nestor der Pflanzenbiochemie und Pharmakognosie. Von 1954 bis 1974 war er Präsident der Deutschen Akademie der Naturforscher Leopoldina.

## Leben
Kurt Mothes, Sohn des Ratsoberinspektors Albin Mothes, absolvierte seine Schulzeit in seiner Heimatstadt Plauen, wo er 1918 das Notabitur ablegte. Er erhielt noch eine militärische Ausbildung, musste jedoch keinen Kriegsdienst mehr leisten. Von 1918 bis 1920 durchlief er in Plauen eine Lehre als Apotheker in der Johannes-Apotheke. Bis 1921 arbeitete er dort als Apothekergehilfe. Während seiner Lehrzeit machte er Bekanntschaft mit dem Maler Walther Löbering, der ein Ölporträt von ihm malte. Mit ihm teilte er das Steckenpferd der Beobachtenden Astronomie. 1921 immatrikulierte er sich an der Universität Leipzig für die Fächer Pharmazie, Chemie, menschliche Physiologie und Pharmakologie. 1923 bestand er die Pharmazeutische Staatsprüfung. Bis 1925 studierte er Chemie und nebenbei Physiologie und Pharmakologie. 1925 wählte man ihn zum Vorsitzenden der Mensa academica der Universität Leipzig. Mit einer Doktorarbeit bei Wilhelm Ruhland wurde er 1925 zum Dr. phil. promoviert.

### Friedrichs-Universität
Anschließend erhielt er eine Anstellung als wissenschaftlicher Assistent am Botanischen Institut der Friedrichs-Universität Halle bei George Karsten. 1927 wurde er als Apotheker approbiert. Er habilitierte sich 1928 für Botanik und Pharmakognosie und wurde Privatdozent. Zur Jahreswende 1932/33 schuf Mothes mit dem Wirtschaftswissenschaftler Gerhard Mackenroth einen „Freiwilligen Arbeitsdienst“ an der Universität Halle. Zum 1. Mai 1933 trat Mothes der NSDAP bei (Mitgliedsnummer 1.881.138). Auf Betreiben von Hermann Stieve, dem Rektor der Universität, betraute man Mothes am 4. Oktober mit der Leitung des Studentenwerks in Halle. Gefördert vom Vorsitzenden der Dozentenschaft, Dr. Wagner, schloss sich Mothes am 4. November desselben Jahres der SA an. Ebenfalls 1933 bekam er einen Lehrauftrag für Pflanzenphysiologie. Im Laufe des Jahres 1933 lehnte Mothes Rufe an die Universität Bern und die Universität Ankara ab. Zu einem Wechsel zu I.G. Farben konnte er sich ebenfalls nicht entschließen. Im darauffolgenden Jahr avancierte er zum a.o. Professor. In Halle blieb er bis 1934.

### Albertus-Universität
Kurt Mothes folgte einem Ruf als Nachfolger von Carl Christian Mez an die Albertus-Universität Königsberg. Dort leitete er ab November 1934 als o. Professor für Botanik und Pharmakognosie das Botanische Institut, dem auch der Botanische Garten der Stadt angeschlossen war. Dieses Amt hatte er bis 1945 inne. Während dieser Zeit wurde er laufend von der Gestapo überwacht. Verdächtigt wurde er als Anhänger von Gregor Strasser. Exkursionen führten Mothes in jener Zeit nach Skandinavien und an den Arktischen Ozean, zu den rumänischen Karpaten, nach Südostpolen und in die Westukraine. Er befasste sich zudem mit forstbotanischen, vegetationsgeschichtlichen und pflanzenphysiologischen Untersuchungen und wandte sich dem Naturschutz zu. 1939/40 nahm Mothes als Stabsapotheker am Zweiten Weltkrieg teil. In einem Heimaturlaub gründete er in Königsberg einen Forschungskreis. Dieser Verein hatte sich die Förderung der Erforschung Ostpreußens zur Aufgabe gemacht. Schirmherr des Vereins wurde Gauleiter Erich Koch, als Vorsitzender fungierte der Rektor der Albertus-Universität, Hans-Bernhard von Grünberg. Mothes war als wissenschaftlicher Sekretär tätig. Durch die britischen Luftangriffe auf Königsberg im August 1944 verlor Mothes sein Institut und seine Wohnung. Seine Frau verließ mit den vier Kindern Königsberg im Herbst 1944 und flüchtete zu Verwandten nach Plau in Mecklenburg. Im Oktober 1944 wurde Mothes zum Volkssturm verpflichtet. Ab Januar 1945, mit Beginn der Schlacht um Königsberg, beteiligte er sich am freiwilligen Sanitätsdienst der Stadt. Als letzter in Königsberg verbliebener Apotheker leitete er den Wehrkreissanitätspark. Im April 1945 geriet er in sowjetische Kriegsgefangenschaft. Er wurde nach Sibirien deportiert, wo er als Holzfäller und in Bergwerken arbeiten musste. Im September 1949 wurde er in die Sowjetische Besatzungszone entlassen.

### Gatersleben
Auf Fürsprache seines Freundes Hans Stubbe erhielt Mothes eine Anstellung als Abteilungsleiter für Chemische Physiologie am Institut für Kulturpflanzenforschung in Gatersleben; es gehörte zur Forschungsgemeinschaft der Akademie der Wissenschaften der DDR. Als er 1953 den mit 50.000 Mark dotierten Nationalpreis der DDR verliehen bekam, spendete er zwei Bronzeglocken für die Kirche in Gatersleben. In Gatersleben blieb er bis 1957.

### Martin-Luther-Universität
Seit 1951 auch Direktor des Instituts für Pharmakognosie der Martin-Luther-Universität Halle-Wittenberg, wurde er 1958 Direktor des Instituts für Allgemeine Botanik der Universität Halle. Im selben Jahr gründete er in Halle die Arbeitsstelle für Biochemie der Pflanzen, aus der später das Leibniz-Institut für Pflanzenbiochemie hervorging. So erhielt er 1963 den in Deutschland ersten Lehrstuhl für Pflanzenbiochemie. Er untersuchte biochemisch induzierte Mutationen von Kulturpflanzen (u. a. mit Colchicin) und klärte die Wirkung verschiedener Pflanzenhormone. Als o. Professor in Halle wurde er 1966 emeritiert. Als Direktor des Instituts für Biochemie der Pflanzen schied er am 31. Dezember 1967 aus. Sein Nachfolger am Hallenser Akademie-Institut wurde 1968 der Chemiker Klaus Schreiber, der das Institut bis 1989 leitete.

### Leopoldina
Als 40-Jähriger war Mothes in die Deutsche Akademie der Naturforscher Leopoldina aufgenommen worden. Während der Zeit in Gatersleben wurde er 1954 als Nachfolger von Otto Schlüter zum XXII. Präsidenten der Akademie gewählt. Im April 1958 wurde Mothes in fast ganz Europa bekannt. In einer hitzigen öffentlichen Debatte vertrat er gegenüber dem Generalsekretär der Sozialistischen Einheitspartei Deutschlands (SED) Walter Ulbricht offensiv die Forschungsfreiheit. Daraufhin wurde gegen ihn und gegen die Leopoldina der Operative Vorgang Komet gestartet. Mit diesen Ermittlungen sollte den Mitgliedern der Leopoldina unter anderem Hochverrat nachgewiesen werden. Das Unternehmen scheiterte. Als Präsident der Leopoldina setzte sich Mothes stark für die deutsch-deutschen sowie internationalen wissenschaftlichen Beziehungen ein. Er hielt die Leopoldina weitgehend frei vom Einfluss der SED und erhielt sie als eine gesamtdeutsche Institution mit einem westdeutschen Vizepräsidenten. 1964 wurde er auf zehn Jahre wiedergewählt. Nach 20 Jahren gab er die Amtskette 1974 an Heinz Bethge weiter.

### Privates
Seine spätere Ehefrau Hilda Eilts (1899–1992) lernte Mothes beim Wandervogel kennen. Beide waren dort und in der Bündischen Jugend als Gruppenführer tätig. 1928–1931 war Mothes Jungen-Führer im Gau Sachsen. Dort machte er die Bekanntschaft mit dem Schriftsteller Hans Grimm. 1929 heiratete er die in Germanistik promovierte Hilda Eilts. Das Paar hatte eine Tochter und drei Söhne, darunter den Kinderchirurgen Winrich Mothes. Mothes war passionierter Jäger, Bergsteiger und Weltreisender. Er war Domherr des Naumburger Doms. Er starb im Alter von 82 Jahren während eines Spaziergangs bei Ahrenshoop. Auf dem dortigen Friedhof befindet sich seine Begräbnisstätte.

## Mitgliedschaften
- Akademie für Ärztliche Fortbildung der DDR
- Biologische Gesellschaft der DDR
- Chemische Gesellschaft der DDR
- Deutsche Botanische Gesellschaft, Präsident 1961
- Deutsche Gesellschaft für Arzneipflanzenforschung
- Deutsche Pharmazeutische Gesellschaft, West-Berlin
- Flückinger-Stiftung, siehe Friedrich August Flückiger
- Gesellschaft Deutscher Naturforscher und Ärzte, Vorsitzender 1964
- Gesellschaft für Biologische Chemie, Frankfurt am Main
- Pharmazeutische Gesellschaft der DDR
- Preußischer Botanischer Verein
- Verband Deutscher Biologen, Iserlohn

## Wahlen in Akademien und Gelehrte Gesellschaften (Auswahl)
- Königsberger Gelehrte Gesellschaft (1935)
- Deutsche Akademie der Naturforscher Leopoldina (1940), Präsident 1954–1974
- Akademie der Wissenschaften der DDR (1953)
- Sächsische Akademie der Wissenschaften (1954)
- Indian Society of Plant Physiologists (Neu-Delhi), Ehrenmitglied (1958)
- British Society for Experimental Botany (1959)
- Societas Physiologiae Plantarum Scandinavica (Lund)
- Österreichische Akademie der Wissenschaften, korrespondierendes Mitglied, später Ehrenmitglied der mathematisch-naturwissenschaftlichen Klasse (1960)
- India Botanical Society (Bombay), Ehrenmitglied (1960)
- American Society of Pharmacognosy (1961)
- International Pharmaceutical Federation (Den Haag, 1961)
- Ungarische Akademie der Wissenschaften, Ehrenmitglied (1964)
- Rumänische Akademie (1965)
- Heidelberger Akademie der Wissenschaften, korr. Mitglied
- Sowjetische Botanische Allunionsgesellschaft, Ehrenmitglied
- American Chemical Society (Washington, 1966)
- Bayerische Akademie der Wissenschaften (1966)
- Gesellschaft Deutscher Chemiker, Ehrenmitglied (1967)
- Königliche Gesellschaft der Wissenschaften in Uppsala (1969)
- Russische Akademie der Wissenschaften (1971)
- Akademie der Wissenschaften und der Literatur Mainz (1971)
- Royal Society (1971)
- Gesellschaft für Arzneipflanzen- und Naturstoff-Forschung, Ehrenmitglied (1971)
- Japanische Akademie der Wissenschaften (1974)
- Académie nationale de médecine, Ehrenmitglied (1977)

## Ehrungen (Auswahl)
- Péter-Pázmány-Medaille der Universität Budapest (1936)
- Nationalpreis der DDR, 2. Klasse (1953)
- Vaterländischer Verdienstorden in Silber (1959 und 1960)
- Dr. med. h. c. der Martin-Luther-Universität Halle-Wittenberg (1960)
- Cothenius-Medaille (1960)
- Dr. agr. h. c. der Christian-Albrechts-Universität zu Kiel (1960)
- Hoest-Madsen-Medaille der Fédération Internationale Pharmaceutique (1962)
- Carl-Mannich-Medaille der Deutschen Pharmazeutischen Gesellschaft (1965)
- Otto-Warburg-Medaille (1965)
- Hervorragender Wissenschaftler des Volkes (1965)
- Dr. rer. nat. h. c. der Martin-Luther-Universität Halle-Wittenberg (1965)
- Dr. phil. h. c. der Universität Wien (1965)
- Pour le Mérite (1968)
- August-Kekulé-Medaille der Chemischen Gesellschaft der DDR (1968)
- Paul-Karrer-Vorlesung und Medaille der Universität Zürich (1968)
- Banner der Arbeit (1970)
- Dr. pharm. h. c. der Universität der Wissenschaften Szeged (1971)
- Gregor-Mendel-Medaille in Gold der Tschechoslowakischen Akademie der Wissenschaften
- Ehrensenator der Universität Halle (1975)
- Österreichisches Ehrenzeichen für Wissenschaft und Kunst (1975)
- Dr. rer. nat. h. c. der Ernst-Moritz-Arndt-Universität Greifswald (1975)
- Stern der Völkerfreundschaft in Gold (1981)
- Kurt-Mothes-Apotheke in Chrieschwitz (1985)